# Урожайновский сельский совет (Борщёвский район)
Урожайновский сельский совет (укр. Урожайнівська сільська рада) — входит в состав
Борщёвского района Тернопольской области Украины.
Административный центр сельского совета находится в селе Урожайное.

## Населённые пункты совета
- с. Урожайное
- с. Дзвенигород
- с. Латковцы